# Jawa 354

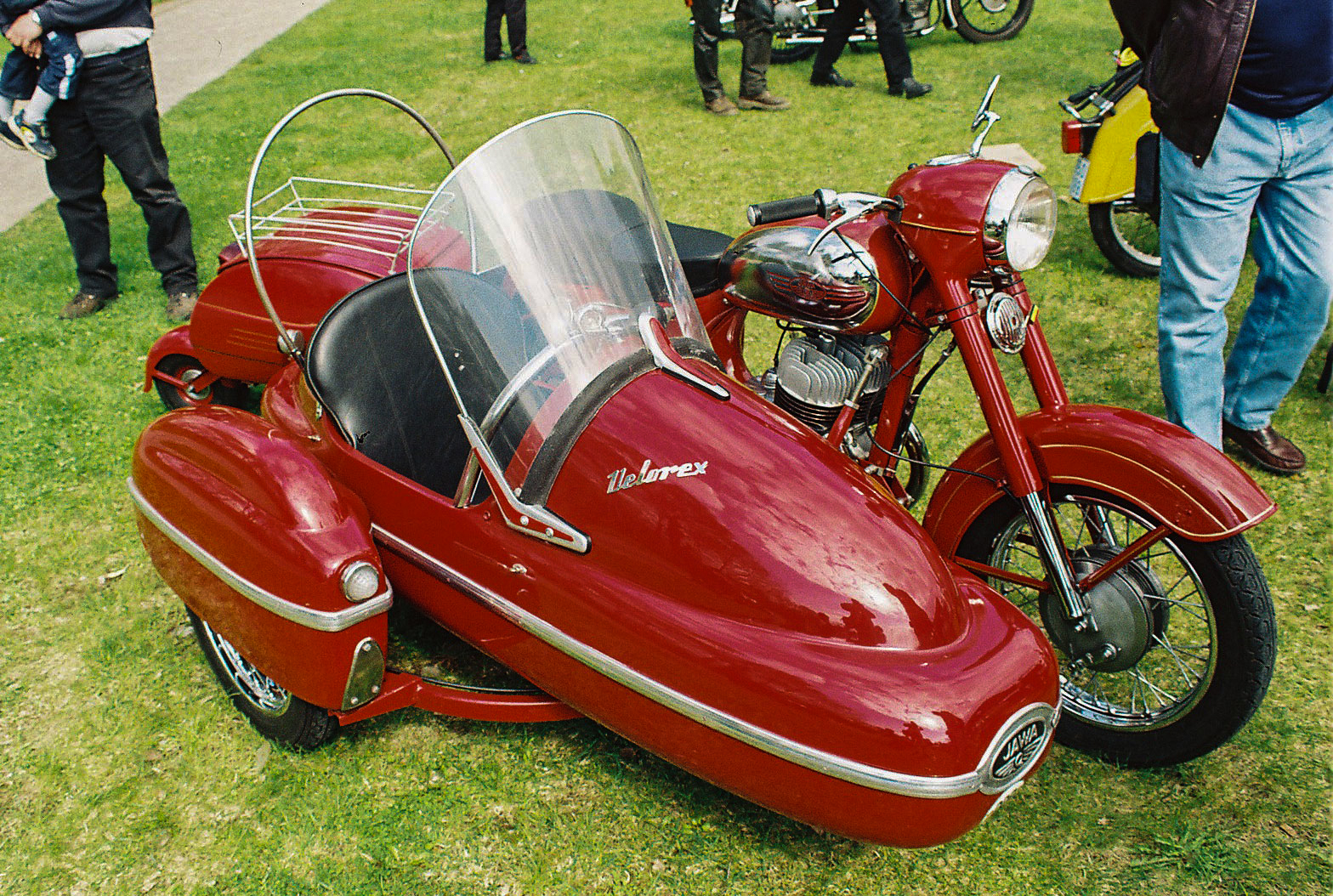
Jawa 350 als Gespannversion mit Beiwagen von Kovona Karviná mit dem Namen Velorex.

Die Jawa 350 Typ 354, auch als kývačka bezeichnet, war ein in der Tschechoslowakei von Jawa produziertes Motorrad mit Zweitakt-Zweizylindermotor und 344 cm³ Hubraum, das von 1954 bis 1964 hergestellt wurde. Die Ausführung mit Einzylindermotor und 248 cm³ Hubraum trug die Modellnummer 353. Mit leichten Modifikationen und geänderten Modellnummern wurde die Baureihe noch bis 1974 produziert.

## Geschichte
Bereits Ende der 1940er Jahre erschien die für damalige Verhältnisse moderne Jawa 350 „Pérák“, jedoch noch mit Geradewegfederung. Dieses Modell wurde 1954 vom Typ 354 „Kývačka“ (sprich kiewatschka) abgelöst, der ein neues Fahrgestell mit moderner Zweiarm-Hinterradschwinge mit Federbeinen aufwies. Die 250er Variante trug zunächst die Typnummer 353. Äußerlich unterscheiden sich die 250er und 350er kaum, sogar die kleineren 125er, 150er und 175er Modelle sehen den größeren sehr ähnlich, auch haben alle Ausführungen eine Doppelauspuff-Anlage, obwohl nur die 350er einen Zweizylindermotor hat. Eine markante, elegante Formgestaltung und rote Lackierung mit verchromten Blenden am Tank waren wie schon zuvor Erkennungsmerkmale der Jawa-Motorräder. Ab 1961 gab es nur noch die 250er und 350er als Jawa, und die kleineren Modelle wurden fortan – wie schon vor 1954 – von ČZ gebaut.
1962 gab es an den  250er- und 350er-Typen (intern nun 559/02 und 354/06) eine größere Modellpflege: Äußerlich fällt die markante Scheinwerferverkleidung auf, die bis zu den Lenkergriffen reicht. Daher trugen diese Modelle auch den Spitznamen „Panelka“. Weitere optische Retuschen betrafen unter anderem die Sitzbank, die Seitenverkleidung und das Rücklicht. Auch der Motor wurde überarbeitet, wobei unter anderem durch größere Verdichtung eine Leistungssteigerung von 16 auf 18 PS erreicht wurde. Für die Kolben wurde ein anderes Material gewählt, wahrscheinlich als Reaktion auf die teilweise aufgetretenen Kolbenklemmer. 1964 wurde die Jawa 354 durch den nahezu baugleichen Typ 360 ersetzt. Die Produktion des Typ 360 endete 1971, und noch bis 1974 wurde die 250er Ausführung als Typ 592 mit dem Tank der Californian-Modelle weitergebaut.
Als Nachfolge-Baureihe war eine unkonventionelle Maschine mit sehr gedrungener, ungewöhnlicher Optik geplant, die 1967 vorgestellt wurde und polarisierte. Auch das ab 1970 gebaute und als Bison bezeichnete Serienmodell stieß auf wenig Anklang, es wurde nur bis 1972 in geringer Stückzahl gebaut. Zum eigentlichen Nachfolger der Jawa-354-Baureihe entwickelte sich stattdessen die ab 1973 gebaute Jawa 634, wobei die Varianten mit 250er Motor aus dem Sortiment entfielen.

### Export
Die Fahrzeuge wurden vielfach exportiert, zunächst auch sehr umfangreich in die DDR. Mit dem weniger auf Zweckmäßigkeit, sondern eher auf Formgestaltung orientierten Konzept bildeten die Motorräder dabei einen Kontrast zu den MZ-Maschinen. Der Neupreis der 350er Jawa betrug in der DDR 3592 DM (1961). Mitte der 1960er Jahre wurde der Export in die DDR beendet.
Die Jawa 354 war auch im westlichen Ausland erfolgreich und wurde in über 100 Länder exportiert, darunter in erheblichem Umfang auch die USA. Allerdings ließ der Exporterfolg im Laufe der Jahre nach. In den 1960er Jahren wurde daher versucht, mit aufgewerteten Varianten entgegenzuwirken. Ab 1962 gab es eine Supersport genannte Ausführung mit Einzylindermotor, Leichtmetallzylinder und auf 20 PS gesteigerter Motorleistung. Ab 1965 gab es stattdessen den Typ Sport, der sich durch 19"-Räder, schmalere Kotflügel und geänderten Lenker von der regulären Ausführung unterschied. Das Sport-Modell hatte die Typbezeichnung 361 und war als Typ 590 auch mit 250er Motor erhältlich. Die Sport-Modelle sind heute besonders begehrt und wurden bis 1969 gebaut. Parallel dazu gab es die zwischen 1966 und 1973 gebauten Californian-Modelle, die nicht zuletzt für den US-Markt bestimmt waren. Sie unterschieden sich vor allem durch optische Retuschen, darunter auch ein geänderter Tank. Die technischen Merkmale blieben hingegen im Wesentlichen unverändert.

## Technische Besonderheiten
Wie schon der Vorgängertyp hatte die Jawa 354 serienmäßig eine halbautomatische Kupplung, wobei ein Mechanismus die Kupplung beim Betätigen des Fußschalthebels automatisch mit trennte. Der Kupplungs-Handhebel war dennoch vorhanden, um das Anfahren und Anhalten zu erleichtern. Eine zweite Besonderheit des Fußschalthebels war seine Funktion auch als Kickstarter, indem er durch drücken nach innen von der Schaltwelle geschoben wurde und durch Umlegen nach hinten in das Starterzahnrad griff. Nach Anspringen des Motors kehrte er selbstständig wieder auf die Schaltwelle zurück. Anders als üblich war das Schaltschema der Jawa, der erste Gang wurde also durch Hochziehen des Fußschalthebels eingelegt.
Das Gewicht der Jawa 350 fiel vergleichsweise niedrig aus, sie war noch leichter als eine MZ ES 175. Erreicht wurde dies auch durch die Einbeziehung von Anbauteilen als tragende Elemente, darunter der Haltegriff hinter der Sitzbank und die Auspuffanlage. Der Motorlauf war laut zeitgenössischem Testbericht sowohl im Leerlauf als auch bei hohen Drehzahlen sehr weich. Bei korrekter Zündungs- und Vergasereinstellung ließ sich der Zweizylinder dabei stundenlang mit Vollgas fahren. Allerdings konnten Abweichungen der Einstellung schnell zu Kolbenklemmern führen, weshalb die Jawa 354 als nicht so vollgasfest wie die einzylindrigen MZ-Maschinen angesehen wurde. Das Problem wurde erst 1963 unter anderem durch Verwendung einer anderen Leichtmetalllegierung für die Kolben gelöst. Die nunmehr standhafteren Maschinen wiesen jedoch einen deutlich erhöhten Kraftstoffverbrauch auf, der bei zügiger Fahrweise durchschnittlich 7,0 l/100 km betragen konnte. Die seinerzeitige 250er (Typ 559/02) mit Einzylindermotor neigte im Winter hingegen sogar zur Überkühlung.
Auch die Straßenlage der Jawa 354 hing stark vom technisch einwandfreien Zustand ab. Sie war an sich gut, verschlechterte sich jedoch rapide bei nicht festsitzenden Schrauben auch an scheinbar weniger bedeutsamen Stellen. Zudem konnten die relativ pflegeintensiven Ölstoßdämpfer das Fahrverhalten bei Fehlfunktion schnell beeinträchtigen. Empfohlen wurde ein regelmäßiges Nachfüllen und alle 2000–3000 km ein Wechsel des Öls. Diese Pflegearbeiten waren allerdings nur recht umständlich nach Ausbau des Scheinwerfers beziehungsweise nach Teilzerlegen der hinteren Stoßdämpfer möglich. Zudem war die hintere Schwinge alle 500 km abzuschmieren. Auf nasser Fahrbahn war die Jawa 354 wie auch die kleineren Modelle für eine Neigung zum Ausbrechen des Hinterrads berüchtigt.
Insgesamt war der Typ 354 bekannt für formschönes Äußeres bei Kompromissen in der Zweckmäßigkeit. So war die ohnehin kurze Sitzbank recht tief angeordnet, sodass bei längeren Fahrten schnell Ermüdung auftrat.
Die Jawa 354 wurde ebenso wie die 250er auch mit einer Fliehkraftkupplung unter der Bezeichnung „Automatik“ angeboten. Im Fahrbericht der KFT wurden Vorteile im dichten Stadtverkehr festgestellt, ansonsten jedoch bezweifelt, ob eine Fliehkraftkupplung den Wünschen sportlich orientierter Fahrer gerecht wird.

## Technische Daten
|                       | Jawa 350 Typ 354 (ab 1964: Typ 360)                                                                        | Jawa 250 Typ 353 (ab 1962: Typ 559, ab 1969: Typ 592)                                                                            |
| --------------------- | --- | --- |
| Baujahre              | 1953–1971                                                                                                  | 1953–1974 |
| Motor                 | fahrtwindgekühlter Zweizylinder-Zweitaktmotor, Kickstarter                                                 | fahrtwindgekühlter Einzylinder-Zweitaktmotor, Kickstarter                                                                        |
| Steuerung             | Schlitzsteuerung                                                                                           | Schlitzsteuerung |
| Ladungswechsel        | Umkehrspülung                                                                                              | Umkehrspülung |
| Bohrung × Hub         | 58 mm × 65 mm                                                                                              | 65 mm × 75 mm |
| Hubraum               | 344 cm³ | 248 cm³ |
| Verdichtung           | 6,8; ab 1955: 7,4; ab 1962: 8                                                                              | 6,25; ab 1955: ?; ab 1962: 7,7                                                                                                   |
| Nennleistung          | 14 PS (10,3 kW) bei 4250/min; ab 1955: 16 PS (11,8 kW) bei 4750/min; ab 1962: 18 PS (13,2 kW) bei 5000/min | 9 PS (6,6 kW); ab 1955: 12 PS (8,8 kW) bei 4750/min; ab 1962: 14 PS (10,3 kW) bei 5000/min; ab 1969: 15 PS (11 kW) bei 4750/min; |
| max. Drehmoment       | 2,49 kpm (24,4 Nm); ab 1955: 2,62 kpm (25,7 Nm) bei 3750/min; ab 1962: 2,7 kpm (26,5 Nm) bei 4000/min;     | ?; ab 1962: 2,2 kpm (21,6 Nm) bei 4000/min; Typ 592: ?                                                                           |
| Schmierung            | Zweitaktgemisch 1 : 33                                                                                     | |
| Zündung               | Batteriezündung, kontaktgesteuert                                                                          | Batteriezündung, kontaktgesteuert                                                                                                |
| Lichtmaschine         | 6 V – 45 W                                                                                                 | 6 V – 45 W |
| Batterie              | 6 V – 14 Ah                                                                                                | 6 V – 14 Ah |
| Bordspannung          | 6 V | 6 V |
| Kupplung              | halbautomatische Kupplung (Kupplungshilfe); ab 1963 wahlweise auch mit Fliehkraftkupplung                  | halbautomatische Kupplung (Kupplungshilfe); ab 1963 wahlweise auch mit Fliehkraftkupplung                                        |
| Getriebe              | 4-Gang-Getriebe mit Fußschaltung                                                                           | 4-Gang-Getriebe mit Fußschaltung                                                                                                 |
| Schaltschema          | 4, 3, 2, N, 1                                                                                              | 4, 3, 2, N, 1 |
| Endantrieb            | Kette | Kette |
| Maße (L × B × H)      | 1980 × 650 × 1025 mm (Typ 354; 559)                                                                        | 1980 × 650 × 1025 mm (Typ 354; 559)                                                                                              |
| Radaufhängung vorn    | Teleskopgabel                                                                                              | Teleskopgabel |
| Radaufhängung hinten  | Langarmschwinge                                                                                            | Langarmschwinge |
| Bremse vorn           | Trommelbremse, Handhebelbremse am Vorderrad wirkend                                                        | Trommelbremse, Handhebelbremse am Vorderrad wirkend                                                                              |
| Bremse hinten         | Trommelbremse, Fußhebelbremse am Hinterrad wirkend                                                         | Trommelbremse, Fußhebelbremse am Hinterrad wirkend                                                                               |
| Leergewicht           | 145 kg; ab 1962: 139 kg; ab 1964: 140 kg                                                                   | 135 kg; ab 1962: 129 kg; ab 1963: 132 kg; Typ 592: 128 kg                                                                        |
| Tankinhalt            | 13,5 l; Typ 592: 15 l                                                                                      | 13,5 l; Typ 592: 15 l |
| Höchstgeschwindigkeit | 115 km/h; ab 1955: 120 km/h (liegend)                                                                      | 100 km/h; ab 1955: 110 km/h (liegend); Typ 592: 116 km/h                                                                         |

- Hinweis: Die Exportvarianten Sport, Supersport und Californian dieser Baureihe können abweichende technische Parameter aufweisen.